# Буч Кессіді
Буч Кессіді (англ. Butch Cassidy), справжнє ім'я — Роберт Лірой Паркер (англ. Robert LeRoy Parker; 13 квітня 1866 — 3 листопада 1908) — легендарний невловимий бандит, який орудував на Дикому Заході США в кінці XIX ст. Ватажок банди «Дірка в стіні» (англ. Hole in the Wall). Був убитий болівійською поліцією у 1908 році.

## Біографія

### Ранні роки життя
Роберт Лірой Паркер народився 13 квітня 1866 р. в штаті Юта у родині переселенців-мормонів з Англії. Дитинство провів на фермі своїх батьків і, як найстарший у сім'ї, допомагав у скотарстві. На фермі навчився їздити верхи та стріляти з рушниці. Коли його батько втратив ферму в результаті судового позову, Роберт пішов на заробітки до інших фермерів. Ще хлопцем він удавався до крадіжок. Украв одяг з місцевої крамниці, за що був вперше ув'язнений, але виправданий на суді. Опісля почав красти коней та худобу у сусідів та у великих фермерських господарств. Прізвище Кессіді він запозичив від одного з сусідів, кумира його дитинства — конокрада Майка Кессіді, а ім'я Буч взяв, коли працював у Вайомінгу в м'ясному магазині (англ. butcher — м'ясник). У 1880-1887 роках працював на різних роботах і вдосконалювався як шахрай та грабіжник. Спроба першого пограбування поїзда разом з товаришем у 1887 р. була невдалою: грабіжникам так і не вдалося відкрити сейф із грішми.

### Початок кримінальної кар'єри
Першим великим пограбуванням Буча Кессіді був напад на банк у м. Тельюрайд, штат Колорадо, де він разом із трьома іншими співучасниками 24 червня 1889 р. вкрав 21 000 доларів. Отримавши гроші, грабіжники втекли на кордон між штатами Вайомінг та Юта. Буч придбав за свою долю грошей ферму, однак серйозно фермерством не займався, а використовував ферму як прикриття для злочинної діяльності: рекету та крадіжок худоби та коней. За конокрадство був арештований і відсидів 18 місяців. У січні 1896 року звільнився достроково за обіцянку припинити злочинну діяльність.
Попри це, незадовго після звільнення, Буч Кессіді познайомився з декількома іншими злочинцями й заснував банду під назвою «Дика зграя» (англ. Wild Bunch), у складі якої значно пожвавив напади, вбивства та пограбування. 13 серпня 1896 р. банда пограбувала банк у м. Монтпельє, штат Айдахо, вкравши 7 тисяч доларів. У цей час до банди також приєднався інший відомий грабіжник — Гаррі Лонгбоу (Санденс Кід). Наступного року 21 квітня 1897 р. у м. Кесл Гейт був вчинений напад на касирів, які привозили зарплату на шахту і вони вкрали ще 7 тисяч доларів.
Наступним пограбуванням був напад на поїзд 2 червня 1899 року. Він отримав значний розголос у пресі, після цього банду почали шукати значні підрозділи поліції та навіть детективне агентство. Попри це, затримати або навіть вийти на слід банди не вдавалося. Тим часом наступне пограбування 11 липня 1899 року в штаті Нью-Мексико призвело до перестрілки між поліцією та грабіжниками, після якої бандити вирішили розійтися, а потім знову з'єдналися в обумовленому місці, цього разу — у Вайомінгу.

### Слава відомого грабіжника

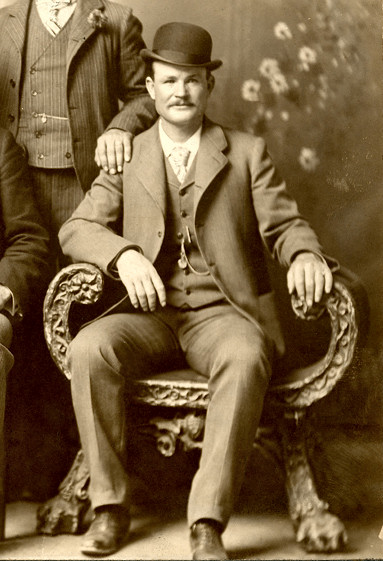
Буч Кессіді на фотографії «Дикої зграї» 1901 року

Кожне пограбування Буча Кессіді було заздалегідь сплановане. Під час них грабіжники не цуралися використовувати зброю і вбивали не лише поліцейських, але й інших, хто стояв на їх шляху. На початку XX століття пограбування продовжувалися у Вайомінгу, але 19 вересня 1900 р. банда Кессіді вперше напала на банк у штаті Невада. Було викрадено більш ніж 32 тисячі доларів. Тим часом детективне агентство Пінкертон, яке займалося розслідуванням діяльності банди, перехопило фотографію, яку зробили члени банди у грудні 1900 року і почало використовувати її у розшуку злочинців. Попри це, пограбування продовжувалися у різних штатах (Монтані, Теннессі), де були не тільки пограбовані банки, але й вбиті поліцейські, що йшли по сліду банди.
Оскільки особа Кессіді вже стала доволі відомою у США, він вирішив утекти з країни й перебрався разом із Санденсом Кідом до Аргентини, де у 1901 р. вони придбали ранчо в провінції Чубут. Однак життя на ранчо виявилось для них не дуже привабливим. 14 лютого 1905 р. Буч і Санденс пограбували банк у м. Ріо-Гальєгос і втекли з величезною сумою грошей, яка дорівнювала приблизно 100 тис. доларів.
В Аргентині поліція теж почала розшукувати їх і за допомогою американських агентів, які прибули їм на допомогу, поліція вже була готова заарештувати бандитів, але один з місцевих поліцейських, який співчував їм, вчасно повідомив Кессіді й Санденса, і їм вдалося втекти через кордон до Чилі. Перебуваючи там у порівняній безпеці, грабіжники робили напади на банки в Аргентині та переховувалися у Чилі.

### Загибель
З часом обидва грабіжники переселилися до Болівії, але пограбування продовжились і там. Після пограбування 3 листопада 1908 р. поліція вийшла на їхній слід, і 6 листопада будинок, де Буч Кессіді й Санденс Кід переховувалися, був оточений. Під час перестрілки з поліцією обидва загинули, однак серед істориків немає одностайності щодо того, чи обидва були вбиті, чи покінчили життя самогубством. Сучасні пошуки поховання грабіжників на місцевому цвинтарі не дали позитивних результатів. До того ж сестра Буча стверджувала, що Кессіді повернувся до США і там дожив своє життя. Декілька інших свідків теж стверджували, що бачили Буча у США, однак документальних підтверджень цього не існує.

## Значення
Ще за життя Буч Кессіді став справжньою легендою завдяки зухвалості його пограбувань та нездатності поліції протягом тривалого часу зловити його. У деяких публікаціях Буча Кессіді порівнювали з Робін Гудом, оскільки переважна більшість пограбувань були спрямовані проти банків, великих фермерських господарств, які негативно сприймалися серед загалу дрібних та бідних фермерів. Насправді Буч грабував банки не тому, що погано до них ставився, а тому, що міг отримати від них більшу суму грошей. Попри це, особа Буча Кессіді стала своєрідним уособленням свободи, його життя і вчинки стали об'єктом прискіпливої уваги істориків, письменників, сценаристів. Фільм про пригоди Буча Кессіді та Санденс Кіда став одним з найпопулярніших вестернів у США й відзначився чотирма преміями Оскара у 1970 році.